# José Chaves Ortiz
José Chaves Ortiz – hiszpański malarz pochodzący z Sewilli.
Studiował w Akademii Sztuk Pięknych w Sewillii, gdzie był uczniem m.in. Eduardo Cano i Manuel Barrón y Carrillo. Był przedstawicielem kostumbryzmu, jego ulubionym tematem była korrida. Stosował różne techniki: olej na płótnie, pastelę, akwarelę, grawerstwo, rysunek. Ważniejsze dzieła to Caída mortal (1863), Los que saben divertirse (1879) i Torero con mujer (1884). Jego synem był Manuel Chaves Rey, a wnukiem Manuel Chaves Nogales.